# Nixtamalització

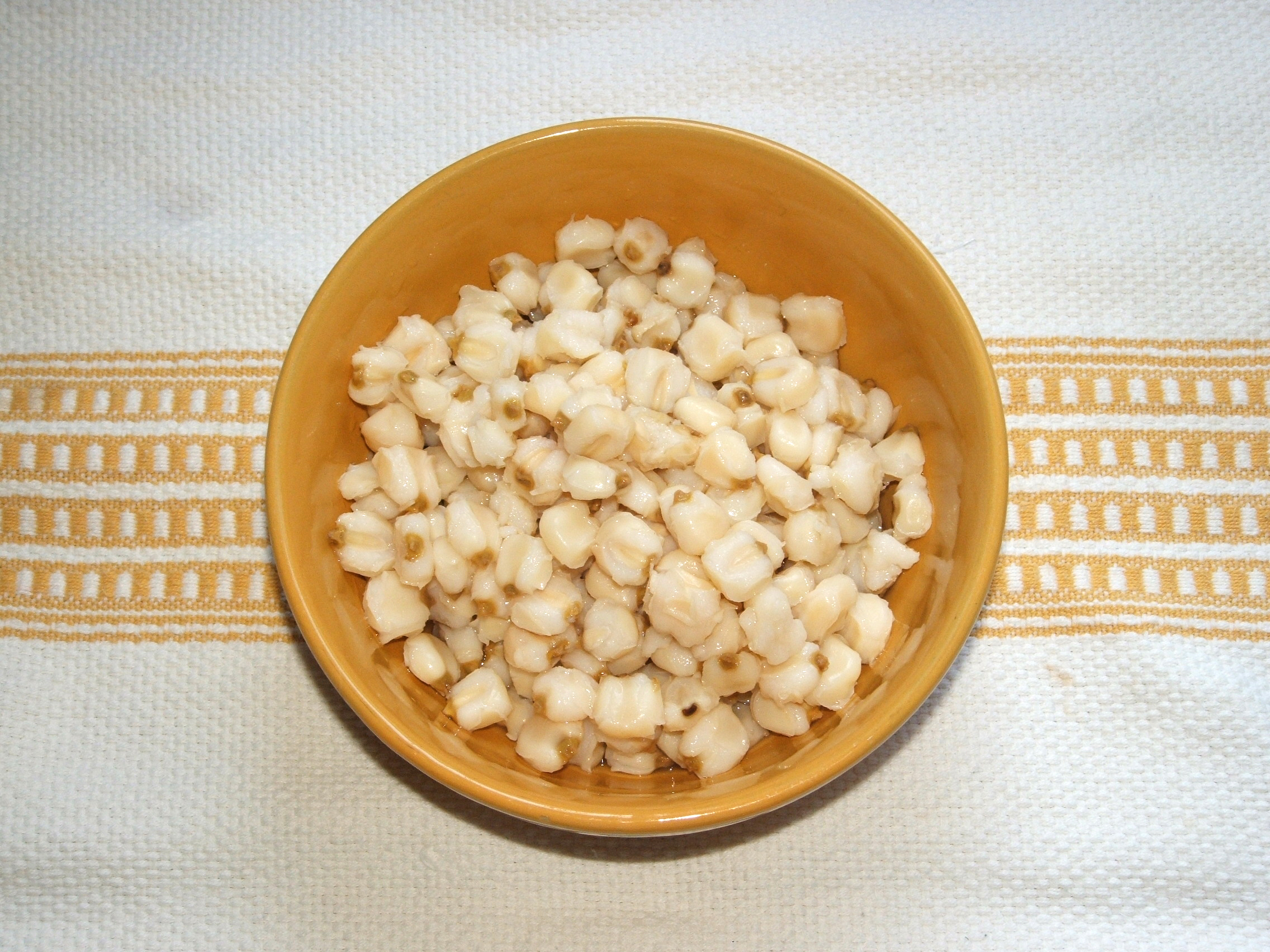
Bol amb blat de moro nixtamalitzat.

La nixtamalització és un procés utilitzat tradicionalment a l'Amèrica Central amb el qual es prepara la farina de blat de moro. La paraula prové de l'idioma nàhuatl nextli cendres amb calç i tamalli, massa de blat de moro cuita. Els asteques feien nixtamal i el menjaven com a aliment bàsic abans de l'arribada dels europeus.
Per a fer aquest procés es bull el gra de panís en una olla de ceràmica amb dos litres d'aigua i dues cullerades de calç per cada quilo de blat de moro. S'escalfa lentament a baixa temperatura i es remena amb una cullera de fusta i es deixa reposar una nit fins que se separa la pellofa del blat de moro i facilita la molta. També es prepara de manera industrial a tot el món.
Amb la nixtamalització augmenta la biodisponibilitat d'aminoàcids, el contingut de fòsfor i de calci, de fibra soluble i midó resistent. Millora l'absorció de minerals. Tradicionalment es barrejava amb cendra, que és òxid de sodi i potassi, que mesclada amb aigua es converteix en un "lleixiu" alcalí que estova i destrueix la pellofa del gra de blat de moro.
La nixtamalització eleva la disponibilitat de la niacina, eliminant el risc de desenvolupar la pel·lagra.
Amb aquest producte fresc o assecat es fan diverses preparacions culinàries com tortillas, tamales, arepas, pozole, menudo i altres.